# 乌尼昂-达塞拉
乌尼昂-达塞拉是巴西南大河州的一个市镇。总面积130.991平方公里，总人口1666人，人口密度12.7人/平方公里。